# Kristoffer Salomonsen
Enok David Kristoffer „Kalistorfi“ Salomonsen (* 13. Januar 1888; † 2. Oktober 1957) war ein grönländischer Landesrat.

## Leben
Kristoffer Salomonsen stammte aus Nanortalik. Von 1888 und 1889 sowie von 1900 bis 1902 finden sich keine Kirchenbücher, die über seine Geburt oder Konfirmation Auskunft geben könnten. Während des Zensus 1901 lebte er als Pflegesohn bei einer anderen Familie. Bei der Volkszählung 1911 war er jung verheiratet mit der ein Jahr jüngeren Sofie Klara Sabine, allerdings findet sich auch kein Eintrag für eine Hochzeit im Kirchenbuch. Seine Herkunft ist somit unbekannt.
Er lebte als Jäger in Nanortalik. Von 1923 bis 1926 war er Mitglied im südgrönländischen Landesrat. Nach einer Legislaturperiode Pause war er von 1933 bis 1938 ein weiteres Mal Mitglied im Landesrat. Er starb im Herbst 1957 im Alter von 69 Jahren.